# Paul Jaeckel (Richter)
Karl Josef Paul Jaeckel auch Jäckel (* 10. November 1845 in Waldenburg/Schlesien; † 2. Juli 1906) war ein deutscher Reichsgerichtsrat.

## Leben
Der promovierte Jurist wurde 1868 Referendar im preußischen Staatsdienst und machte rasch Karriere. Mitte Oktober 1872 wurde er Gerichtsassessor und im Dezember Kreisrichter in Lublinitz. 1877 oder 1879 wurde er zum Landrichter in Gleiwitz befördert. 1884 wurde er an das Landgericht Berlin I versetzt. 1888 wurde er zum Oberlandesgerichtsrat in Posen befördert. 1892 wurde er an das Kammergericht versetzt. Zum Oberverwaltungsgerichtsrat in Berlin wurde er 1893 ernannt. 1896 kam er an das Reichsgericht. Er war bis zu seinem Tod 1906 im V. Zivilsenat tätig und prägte die liegenschaftsrechtliche Rechtsprechung des Senats. 1905 übernahm er nach dem Tod seines Senatskollegen Rassow die Mitherausgeberschaft von Julius Albert Gruchots Beiträgen. Er verstarb 1906 nach kurzer Krankheit im Amt. Bekannt war Jaeckel durch seinen Kommentar zum Zwangsversteigerungsgesetz und durch eine Kontroverse mit Otto Bähr 1885/86 über den Zivilprozeß.

## Schriften
- De successione hypothecaria, Diss. Breslau 1868.
- Die Anfechtung von Rechtshandlungen zahlungsunfähiger Schuldner außerhalb des Konkurses auf Grund des Reichsgesetzes vom 21. Juli 1879 mit besonderer Berücksichtigung des Preußischen Rechts, zwei Auflagen Berlin 1881, 1889 (Digitalisat des MPIER).
- Die Subhastations-Ordnung vom 15. März 1869, Berlin 1878 (Digitalisat des MPIER); ergänzt durch das Gesetz betreffend die Zwangsvollstreckung in das unbewegliche Vermögen vom 4. März 1879, zwei Auflagen (1879, 1881).
- Die Zwangsvollstreckungsordnung in Immobilien, drei Auflagen (1883, 1885, 1893).
- Das Reichsgesetz über die Zwangsversteigerung und die Zwangsverwaltung vom 24. März 1897, zwei Auflagen (1899–1901, 1904).
- Auch ein Wort zum deutschen Civilprozeß: Eine Replik, Berlin 1886 (=Gruchot's Beiträge zur Erläuterung des deutschen Rechts, Jahrgang 30 = Neue Folge Jahrgang 10 (1874), S. 635). In Erwiderung auf Otto Bähr: Der deutsche Civilprozeß in praktischer Bethätigung, Jherings Jahrbücher für die Dogmatik des heutigen römischen und deutschen Privatrechts, Band 23 = N.F Band 11 (1885), S. 339; Noch ein Wort zum deutschen Civilprozeß, Jherings Jahrbücher, Band 24 (1886), S. 329; Ein Wort über meine Kritiker, Band 24 (1886), S. 523.

- „Die Selbständigkeit der Grundschuld“, Gruchot's Beiträge zur Erläuterung des deutschen Rechts, Jahrgang 18 = Neue Folge Jahrgang 3 (1874), S. 551.
- „Die Anfechtung der Grundschuld“, Gruchot's Beiträge zur Erläuterung des deutschen Rechts, Jahrgang 18 = Neue Folge Jahrgang 3 (1874), S. 561
- „Die Ueberweisung rückständiger Kaufgelder in der Subhastation, namentlich unter Berücksichtigung der Correal-Hypotheken“, Gruchot's Beiträge zur Erläuterung des deutschen Rechts, Jahrgang 19 = Neue Folge Jahrgang 4 (1875), S. 452.
- „Die Vormerkung nach den Gesetzen vom 5. Mai 1872“, Gruchot's Beiträge zur Erläuterung des deutschen Rechts, Jahrgang 18 = Neue Folge Jahrgang 3 (1886), S. 41.
- „Einstweilige Verfügung zur Sicherung eines Anfechtungsanspruchs“, Zeitschrift für deutschen Zivilprozess, Band 13 (1889), S. 421.
- „Ist die Zurücknahme der baupolizeilichen Genehmigung auf Grund einer neuen Fluchtlinienfestsetzung auch dann noch zulässig, wenn mit dem Bau bereits begonnen worden ist?“ Gruchot's Beiträge zur Erläuterung des deutschen Rechts, Jahrgang 40 = 5. Folge Jahrgang 5 (1896), S. 61.
- „Zur Feststellung des geringsten Gebots in der Theilungs-Subhastation“, Gruchot's Beiträge zur Erläuterung des deutschen Rechts, Jahrgang 45 = 6. Folge Jahrgang 5 (1901), S. 577.
- „Kann der Eigentümer auf das Recht, der Geltendmachung der Hypothek zu widersprechen, wenn der Gläubiger den Hypothekenbrief und die sein Gläubigerrecht nachweisenden Übertragungsurkunden nicht vorlegt, wirksam verzichten?“ Gruchot's Beiträge zur Erläuterung des deutschen Rechts, Jahrgang 49 (1905), S. 548.
- „Die nicht valutierte Grundschuld und der Verzicht auf Befriedigung aus dem Versteigerungserlöse: Zwei Fälle der Gesetzes- und Rechtsanalogie“, Gruchot's Beiträge zur Erläuterung des deutschen Rechts, Jahrgang 50 (1906), S. 596.